# يوهان بيكر (ملحن)
يوهان بيكر (بالألمانية: Johann Becker)‏ هو ملحن ألماني، ولد في 1 سبتمبر 1726، وتوفي في 1803.